# Fanek Jilík
Fanek Jilík (4. července 1914 Kunovice – 31. května 1994 Kunovice) byl moravský knihař, folklorista, organizátor a spisovatel, autor knih ze života dětí na Slovácku.

## Život
Narodil se do rodiny pracovníka na železnici a lidové „písmačky“. Absolvoval Odbornou a posléze Mistrovskou školu knihvazačskou v Uherském Hradišti. Po vyučení prošel knihvazačskými dílnami ve Zlíně (1933, 1939–1940, Knihařství Siegel, 1942–1943, Baťa a 1943–1944, Tisk a.s.), ve Vsetíně (1933–1935, Knihařství Vévoda), v Otrokovicích (1940, Knihařství B. Náplava), v Praze (1936, Konstruktiva a 1940, Knihařství Fleissig), v Lipsku (1941–1942, Knihařství Biebl) a Piešťanech (1935, Tempo Piešťany). V roce 1944 se oženil a zároveň zahájil svou literární činnost. Jeho prozaickou prvotinu, knihu povídek Děcka (1947), v niž autor vylíčil příběhy slováckých dětí, podpořil básník František Halas, kterému se stal po určitou dobu tajemníkem. Stal se rovněž spolupracovníkem redakcí novin a pracoval pro Syndikát československých spisovatelů.
Po převratu v roce 1948, a s ním spojeném nastolení cenzury a likvidací umělecké svobody, se Fanek Jilík vrátil do Kunovic, kde byl dále literárně činný a kde takřka do konce svého života pracoval v knihařské dílně. Vázal knihy pro vysoké školy, akademické instituce a věnoval se i umělecké vazbě a restauroval kroniky a tisky pro muzea a významné knihovny. V regionálním tisku a zejména v časopise Malovaný kraj, v jehož redakční radě od konce 60. let působil, publikoval fejetony a povídky s národopisnou tematikou.
V rámci regionu Slovácko byl činný i v oblasti kultury, a to zejména v poradních sborech pro lidové autory a lidovou píseň a tanec, v porotách soutěží lidové a umělecké tvořivosti. V Kunovicích byl dlouholetým organizačním vedoucím slováckého krúžku Kunovjan. V roce 1984 byl jmenován zasloužilým pracovníkem kultury. Zemřel 31. května 1994 a byl pochován ve svých rodných Kunovicích.

## Dílo

### Literární dílo
- Z Moravěnky, 1945 (básně)
- Děcka, 1947 a 2004 (povídky)
- Bosá léta, 1960, 2019 (román)
- Roky, 1984 (básně)
- Komu se zelení, 1967 (na pokračování vycházelo v tisku, knižně 1992) – humoristicky laděný román obsahující tragikomické příhody vesnického ševce.[5]
- Hesla na vratech, 1968 (na pokračování vycházelo v tisku)
- Tajemství lásky, 2014 (výbor z tvorby publikované v periodickém tisku)
- Hesla na vratech, 2022 (knižní vydání)

### Filmografie
- Hesla na vratech – předloha k filmu O moravské zemi (1977, režie Antonín Kachlík)
- Rátanie Havranov – spolupráce na scénáři k TV filmu (1988, režie Radim Cvrček)

### Výstavy uměleckých knižních vazeb
- Uherský Brod – 1971
- Uherské Hradiště – 1984
- Brno – 1985
- Praha – 1985
- Hradec Králové – 1987
- Buchlovice – 1989
- Luhačovice – 1989

Kolekci uměleckých knižních vazeb Fanka Jilíka má ve svém sbírkovém fondu Slovácké muzeum v Uherském Hradišti.